# Alison Arngrim

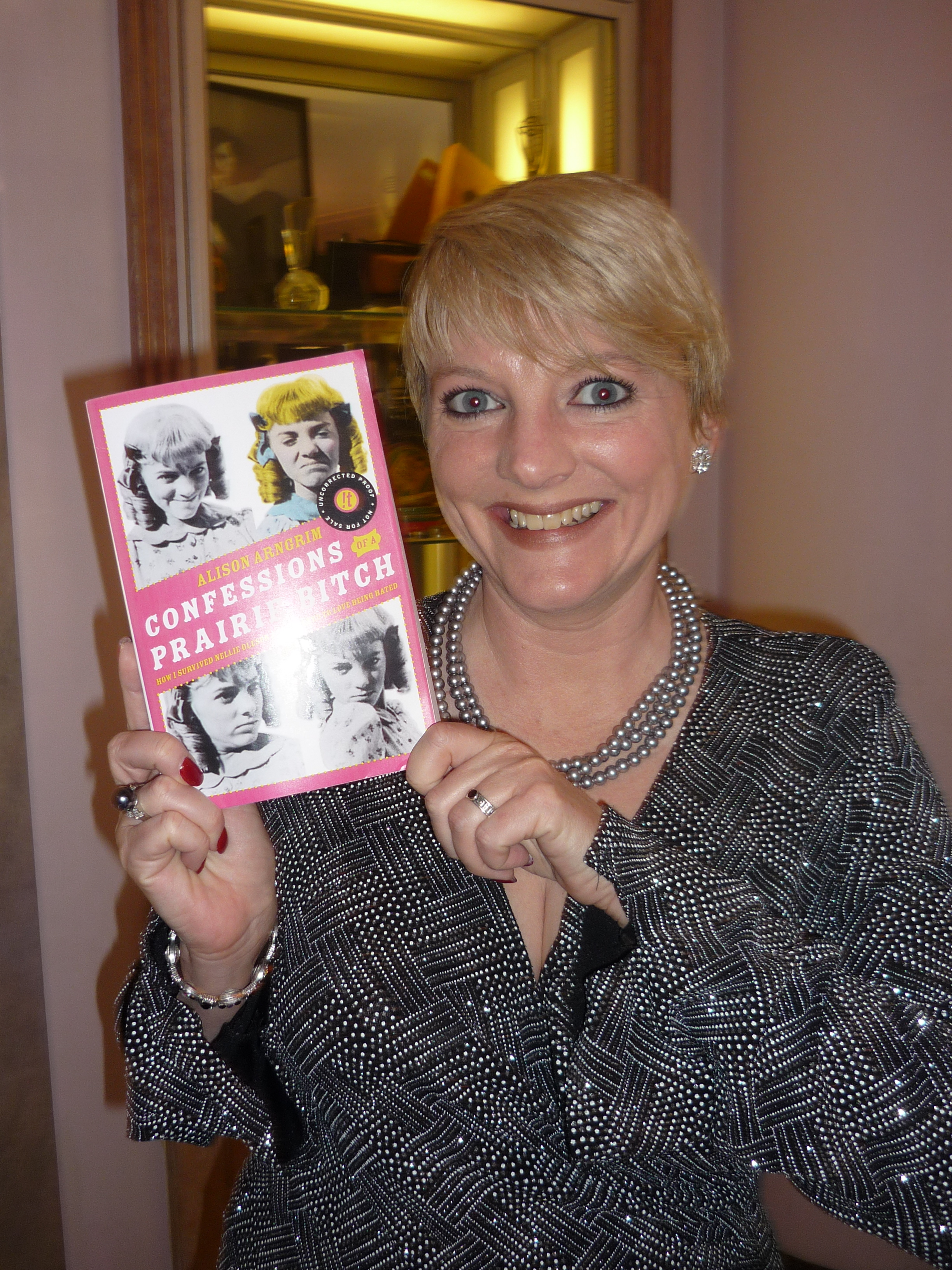
Alison Arngrim (2010)

Alison Margaret Arngrim (* 18. Januar 1962 in New York City) ist eine US-amerikanische Schauspielerin, Stand-Up-Comedian und Aktivistin. Sie wurde durch die Rolle der Nellie Oleson in der Fernsehserie Unsere kleine Farm bekannt.

## Schauspieltätigkeit
Ihren ersten Fernsehauftritt hatte Arngrim bereits 1969 in der Serie Room 222, doch es dauerte noch fünf Jahre, bis sie in 105 Episoden der US-amerikanischen Fernsehserie Unsere kleine Farm in der Rolle der Nellie Oleson einem größeren Publikum bekannt wurde. Zuvor hatte sie für die Rollen der Laura und Mary Ingalls vorgesprochen, wurde aber abgelehnt.
In den 1970er Jahren saß sie in der Fernsehshow Match Game/Hollywood Squares Hour in der Jury. 1981 war sie in den Serien Fantasy Island und Love Boat als Gast zu sehen. Nachdem sie 1983 noch in dem Film I Married Wyatt Earp zu sehen war, folgte eine längere Schauspielpause, in der sie als Fotomodell arbeitete. Im Jahr 2000 spielte sie im Film For the Love of May mit. 2002 war sie in The Last Place on Earth zu sehen und 2007 in dem Film Deal, Le.

## Stand-Up-Comedy und Theater
Mit ihrem Programm Confessions of a Prairie Bitch geht Arngrim regelmäßig auf Tournee und ist auch oft in verschiedenen Clubs in Los Angeles zu sehen. Als Theaterschauspielerin stand sie unter anderem in Sirena Queen of the Tango im Celebration Theatre auf der Bühne. Außerdem wirkte sie in den Stücken Butterflies are Free, In One Bed and Out the Other, The Wool Gatherers und Hidden in the Laughter mit.

## Wohltätigkeit
Nachdem Steve Tracy, der in den späteren Folgen der Serie Unsere kleine Farm ihren Ehemann Percival gespielt hatte, 1986 an Aids gestorben war, trat Arngrim dem AIDS Project Los Angeles (APLA) als ehrenamtliche Helferin bei. Seit 1990 arbeitet sie als Produzentin der Comedy-Abteilung der APLA Annual Summer Party. Von 1989 bis 1993 arbeitete sie außerdem für die Organisation Tuesday’s Child als Programmdirektorin und sitzt bis heute im Aufsichtsrat.
Als Kind wurde Arngrim Opfer von Inzest. Sie setzt sich heute für den Kampf gegen Kindesmissbrauch ein und gehört dem Komitee der Grassroots Advisory Board of the National Association to Protect Children an.

## Privatleben

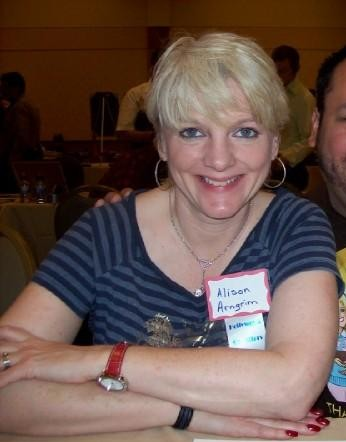
Alison Arngrim, 2008

Arngrims Vater Thor Arngrim war als Manager in Hollywood tätig. Ihre Mutter Norma MacMillan ist ebenfalls Schauspielerin und Synchronsprecherin. Sie war die Stimme von Casper in Casper, der freundliche Geist. Ihr älterer Bruder Stefan wandte sich ebenfalls der Schauspielerei zu und spielte in der Science-Fiction-Serie Planet der Giganten eine Rolle.
1989 heiratete sie Donald Mark Spencer, von dem sie sich 1993 scheiden ließ. Im selben Jahr heiratete sie den Musiker und AIDS-Aktivisten Robert Paul Schoonover, der eine Tochter mit in die Ehe brachte. Die Familie lebt in Los Angeles.

## Auszeichnungen
2005 wurde Arngrim bei der „100 Greatest Kid Stars“ auf Platz 96 gewählt. 2006 gewann sie für ihre Rolle der Nellie Oleson in Unsere kleine Farm den Preis für den „Character Most in Need of a Time-out“, zusammen mit Danielle Spencer. Für ihren Einsatz im Kampf gegen AIDS erhielt sie den Award „Friend in Deed“ der APLA, den „Celebration of Life“-Award der South Bay Friends of Aid for AIDS sowie den „George Moscone Award“ der Christopher Street West of Los Angeles.

## Filmografie (Auswahl)
- 1969: Room 222 (Fernsehserie, eine Folge)
- 1974: Throw Out the Anchor!
- 1974–1982: Unsere kleine Farm (Little House on the Prairie, Fernsehserie, 104 Folgen)
- 1981: Fantasy Island (Fernsehserie, Folge 4x11)
- 1981: Love Boat (The Love Boat, Fernsehserie, Folge 4x28)
- 1983: I Married Wyatt Earp (Fernsehfilm)
- 2001: For the Love of May (Kurzfilm)
- 2002: The Last Place on Earth
- 2007: Le deal
- 2009: Eine Überraschung zum Fest (Make the Yuletide Gay)
- 2021: Even in Dreams (auch Co-Produzentin)